# بيير فافر (عالم)
بيير فافر (بالفرنسية: Pierre Favre)‏ (1506 – 1546 م) هو عالم عقيدة فرنسي، توفي في روما، عن عمر يناهز 40 عاماً.

## التعليم
تعلم في Collège Sainte-Barbe ‏.

## روابط خارجية
- بيير فافر على موقع الموسوعة البريطانية (الإنجليزية)